# Hypolimnas discandra
Hypolimnas discandra är en fjärilsart som beskrevs av Gustav Weymer 1885. Hypolimnas discandra ingår i släktet Hypolimnas och familjen praktfjärilar. Inga underarter finns listade i Catalogue of Life.